# 동암묘
동암묘는 대한민국 전라남도 무안군 운남면에 있다. 2009년 4월 16일 무안군의 향토문화유산 제5호로 지정되었다.

## 개요
1777년 마을의 촌로인 성(成), 이(李), 박씨(朴氏)의 견몽에 구천을 방황하는 사도세자의 원혼을 위로하기 위하여 처음 설단하였다. 이후 1874년에 사우을 건립하였고 1899년(고종광무3)에 사도세자가 장조황제로 추존되면서 훼철되었다가, 또다시 마을에 재액이 발생되고 연이은 흉년이 들자 1918년에 입묘(立廟)하게 되었다. 현재의 건물은 1971-1973년에 중건한 것이며 이때 동암묘 묘정비(東岩廟 廟廷碑)도 건립되었다. 사도세자는 이 마을의 수호신처럼 모셔져오고 있으며, 현재도 당산제의 주신(主神)으로 되어 있다.

## 같이 보기
- 사도세자